# Swetłana Kriwenczewa
Swetłana Kriwenczewa (bułg. Светлана Кривенчева; ur. 30 grudnia 1973 w Płowdiwie) – bułgarska tenisistka.
Zawodniczka odnosząca sukcesy głównie w turniejach cyklu ITF. W 1993 roku wygrała dwa turnieje tej rangi w grze singlowej i jak się okazało były to jedyne w karierze zwycięstwa w singlu. Znacznie więcej osiągnęła w deblu, wygrywając dwadzieścia jeden turniejów rangi ITF.
W 1997 roku, jako kwalifikantka, po raz pierwszy w karierze wystąpiła w turnieju głównym WTA w Hamburgu, gdzie odpadła jednak w pierwszej rundzie, przegrywając z Janą Kandarr. W tym samym roku zagrała bez powodzenia w kwalifikacjach do turniejów wielkoszlemowych w Roland Garros i Wimbledonie, przegrywając odpowiednio z Janet Lee (1R RG) i Amélie Mauresmo (2R WM). W grze deblowej natomiast, osiągnęła swój największy sukces, docierając do trzeciej rundy Australian Open. W następnym roku, jako kwalifikantka, zagrała po raz pierwszy i jedyny w karierze w pierwszej rundzie turnieju głównego Australian Open w grze singlowej, ale przegrała w niej z Amerykanką Ginger Helgeson-Nielsen 3:6, 6:7.
Przez pięć lat reprezentowała też swój kraj w rozgrywkach Pucharu Federacji.

## Wygrane turnieje rangi ITF
| turnieje z pulą nagród 100 000 $ |
| turnieje z pulą nagród 75 000 $  |
| turnieje z pulą nagród 50 000 $  |
| turnieje z pulą nagród 25 000 $  |
| turnieje z pulą nagród 15 000 $  |
| turnieje z pulą nagród 10 000 $  |

### Gra pojedyncza
|    | Data       | Turniej | Kat. | ($)    | Naw.   | Finalistka        | Wynik         |
| 1. | 31/05/1993 | Sofia   | ITF  | 10 000 | ziemna | Nicole Wist       | 4:6, 6:0, 7:5 |
| 2. | 30/08/1993 | Burgas  | ITF  | 10 000 | twarda | Amanda Wainwright | 6:3, 1:6, 7:6 |